# 押寨夫人
壓寨夫人又稱為押寨夫人、紮寨夫人、札寨夫人、山寨夫人，是指山寨盜賊頭目的妻子，常見於中國古典小說、戲曲。天祐五年（908年），后唐庄宗李存勖在潞州夹寨（夹城）攻打败后梁军队，得到符道昭的妻子侯氏。此后，侯氏获得了李存勖的专宠，称之为“夹寨夫人”。清代翟灏在《风俗编》，認為压寨夫人应是“夹寨夫人”之讹传，但事實上如《警世通言》、《西廂記》等清代以前著作是有壓寨夫人之稱的。
徐珂《清稗类钞》中“盗贼类”记载清代盗匪劫夺妇女，“谓之采花”。《水浒传》中王英把刘高之妻抓上山欲当压寨夫人。
壓寨夫人一辭廣見於小說或戲曲之中，例如：王实甫《西厢记》：“半万贼屯合寺门，手横着霜刃，高叫道要莺莺做压寨夫人。”《京本通俗小说·错斩崔宁》：“那人见大娘子如此小心，又生得有几分颜色，便问道：‘你肯跟我做个压寨夫人么？’”宋代话本《万秀娘仇报山亭儿》写好色的苗忠将万秀娘留下，说：“物事都分了，万秀娘却是我要，做个扎寨夫人。”《金瓶梅词话》第八四回：“哥哥，争奈小弟没个妻室，让与小弟做个押寨夫人罢。”。无心子 《千祥记》第七出：“如今山寨十分兴旺，只少个押寨夫人。” 
吳文藻和冰心結婚時，在燕京大學臨湖軒舉行婚禮，劉半農曾贈一枚圖章給冰心，刻上“壓寨夫人”四字。